# Euploea perryi
Euploea perryi är en fjärilsart som beskrevs av Butler 1874. Euploea perryi ingår i släktet Euploea och familjen praktfjärilar. Inga underarter finns listade i Catalogue of Life.